# Candidatus Neoehrlichia mikurensis
Candidatus Neoehrlichia mikurensis ist ein pathogenes („krankheitserregendes“) Bakterium. Eine Infektion kann zur Neoehrlichiose führen. Es gehört zur Familie der Ehrlichiaceae in der Ordnung der Rickettsiales, zu der auch die Rickettsien gezählt werden. „Candidatus Neoehrlichia mikurensis“ wurde unter anderem in Ratten und Zecken gefunden. Das obligat intrazellulär lebende Bakterium kann bislang nicht kultiviert werden. Nach den Regeln zur Nomenklatur der Bakterien wird es daher nicht einer Art zugeordnet, sondern als Candidatus beschrieben.

## Merkmale
Es handelt sich um gramnegative Zellen, die kokkenförmig bis hin zu wechselnder Gestalt erscheinen. Ihre Größe beträgt 0,5 bis 1,2 μm im Durchmesser. Sie leben intrazellulär, bei Ratten membrangebunden im Cytoplasma von Endothelzellen. Mit Hilfe der Transmissionselektronenmikroskopie können die Zellen im tierischen Milzgewebe beobachtet werden. Neben der Zellmembran besitzt das Bakterium noch eine weitere, äußere Membran, die wellenförmig erscheint. Wegen der intrazellulären Lebensweise lassen sich die Bakterien nicht auf den üblicherweise verwendeten Nährmedien kultivieren.

## Vorkommen
„Candidatus Neoehrlichia mikurensis“ wurde erstmals bei Wanderratten (Rattus norvegicus) von der japanischen Insel Mikura nachgewiesen. Auch in Zecken der Art Ixodes ovatus wurde das Bakterium in Japan gefunden. Neben verschiedenen Zeckenarten als Vektoren ist das Bakterium auch in Reservoirwirten zu finden. Außer der Wanderratte werden auch andere Nagetiere als Wirt angesehen, da sie üblicherweise als Wirt für den Gemeinen Holzbock (Ixodes ricinus) und verwandte Arten dienen.
Eine im Zeitraum von 2009 bis 2011 in Budapest (Ungarn) laufende Untersuchung an in der Stadt lebenden Igeln zeigte bei 2,3 % der untersuchten Tiere das Vorkommen von „Ca. Neoehrlichia mikurensis“. Bei den Igeln handelt es sich um die Art Erinaceus roumanicus, den Nördlichen Weißbrustigel. Damit können auch andere Tierarten als Nagetiere als mögliches Reservoir des Bakteriums angesehen werden.
Untersuchungen des Instituts für Medizinische Mikrobiologie der Universität Zürich haben ergeben, dass „Ca. Neoehrlichia mikurensis“ 2012 in 5 bis 10 % der Zecken im Großraum Zürich nachgewiesen wurde. Anhand der Erkrankungen von Menschen in der Folge von Infektionen mit „Ca. Neoehrlichia mikurensis“ ist das geografische Vorkommen in der Schweiz, Schweden, Deutschland, der Tschechischen Republik und der Volksrepublik China nachgewiesen worden.

## Systematik
Die Wissenschaftler, die „Ca. Neoehrlichia mikurensis“ entdeckt haben, schlugen anhand phylogenetischer Untersuchungen eine Einordnung in der Familie der Anaplasmataceae (aktuell als Ehrlichiaceae geführt) vor. Der Familie der Ehrlichiaceae sind zurzeit (Stand März 2021) sechs Gattungen zugeordnet: Aegyptianella, Anaplasma, Lyticum, Ehrlichia, Neorickettsia und Wolbachia. Wie der Gattungsname Neorickettsia in Anlehnung an den bereits vorhandenen Gattungsnamen Rickettsia vergeben wurde, soll Neoehrlichia die Verwandtschaft zu Ehrlichia aufzeigen.
Da die Vertreter dieser Gattungen alle intrazellulär leben und daher nicht auf gängigen Nährmedien kultiviert werden können, wird zur Identifizierung und Klassifizierung die Ultrastruktur (z. B. mit Hilfe der Elektronenmikroskopie) und die Sequenzierung von Genen genutzt. Dazu werden u. a. die Nukleotide der 16S rRNA bestimmt, ein für Prokaryoten typischer Vertreter der ribosomalen RNA. Aufgrund dieser Ergebnisse wurde ein phylogenetischer Baum erstellt, basierend auf der Neighbour-Joining-Methode. Der im Laufe der Untersuchung als TK4456 bezeichnete Bakterienstamm sowie zwei ähnliche Stämme, die aus einer Wanderratte in der Volksrepublik China bzw. aus dem Gemeinen Holzbock (Ixodes ricinus) in den Niederlanden isoliert wurden, zeigen darin eine eigene Klade. Vertreter der Gattung Ehrlichia sind die nächsten Verwandten.
Der obligat intrazellulär lebende Erreger kann bislang nicht kultiviert und deshalb nicht als nach dem Bakteriologischen Code gültige Art, sondern nur als Candidatus beschrieben werden.

## Medizinische Bedeutung
2010 diagnostizierten Wissenschaftler des Instituts für Medizinische Mikrobiologie der Universität Zürich die erste Infektion eines Menschen mit „Candidatus Neoehrlichia mikurensis“. In Anlehnung an die Infektionskrankheit Ehrlichiose, die durch verwandte Bakterien der Gattung Ehrlichia verursacht wird, bezeichneten sie die Krankheit als Neoehrlichiose. Verwandte Bakterien der Gattung Anaplasma verursachen die Humane Granulozytäre Anaplasmose.
Die Symptome der Neoehrlichiose sind unspezifisch: Unwohlsein, Muskel- und Gelenkschmerz, hohes Fieber bis zu 40 °C (ähnlich dem Rückfallfieber) sowie Gewichtsverlust. Weitere, in der Literatur beschriebene Symptome umfassen u. a. Kopfschmerz, Husten, Übelkeit und Erbrechen. Die Dauer des Fiebers wird mit bis zu acht Monaten angegeben. In der Labordiagnostik zeigt sich eine Anämie (Blutarmut).
Nach einer medizinischen Studie kann der Krankheitserreger bei Personen mit hämatologischen oder Autoimmunerkrankungen zu Entzündungserscheinungen führen, die mit Symptomen der ursprünglichen Erkrankung oder einer Atherosklerose verwechselt werden könnten.
„Candidatus Neoehrlichia mikurensis“ wurde 2012 in 5 bis 10 % der Zecken im Großraum Zürich nachgewiesen. Allerdings ist noch nicht geklärt, ob bzw. in wie vielen Fällen bei einem Zeckenbiss das Bakterium übertragen wird und zu einer Infektion führt. Erkrankungen in der Folge von Infektionen mit „Ca. Neoehrlichia mikurensis“ konnten bei Personen aus der Schweiz, Schweden, Deutschland, der Tschechischen Republik und der Volksrepublik China nachgewiesen werden. Der Nachweis des Bakteriums im Patientenblut zur Bestätigung der Infektion erfolgt mit Hilfe eines DNA-Tests.
Therapien mit Antibiotika führten bei Schweizer Patienten zur vollständigen Genesung. Es wurde das Antibiotikum Doxycyclin verabreicht, das auch zur Behandlung der Borreliose verwendet wird.